# Guiné Equatorial nos Jogos Olímpicos de Verão de 1992
A Guiné Equatorial competiu nos Jogos Olímpicos de Verão de 1992 em Barcelona, Espanha.

## Resultados por Evento

### Atleitsmo
100 m masculino
- Gustavo Envela Mahua
  - Eliminatórias — 10.65 (→ não avançou, 36º lugar)